# Herwig Van Hove
Herwig Van Hove (Sint-Lambrechts-Woluwe, 24 april 1939) is een Belgische fysisch chemicus, die echter vooral bekend werd door zijn publicaties over wijn- en biergastronomie en als tv-kok.

## Levensloop
Van Hove is burgerlijk ingenieur in de scheikunde van opleiding. Nadat hij in 1963 was afgestudeerd aan de KU Leuven bleef hij er actief voor het behalen van een doctoraat in de toegepaste wetenschappen. Na zijn doctoraat werkte hij als onderzoeker aan de universiteit, waar hij professor werd. Hij bleef er tot 2002 actief.
Bij het brede publiek werd hij echter bekend door zijn publicaties over gastronomie. Vanaf 1978 werkte hij als wijnjournalist bij het tijdschrift Knack. Vanaf 1992 was hij te zien op televisie. Hij presenteerde er samen met Felice het kookprogramma 1000 Seconden, waarin Van Hove in 1000 seconden een gerecht moest zien te bereiden. Het programma bleef meer dan zeventien jaar lopen, van 1992 tot 2009. Van Hove zelf bleef het programma presenteren tot 2003. Daarnaast publiceerde hij ook diverse boeken over gastronomie, zoals Bier aan tafel, Culinaire streken en 100.000 seconden.
In 2017 werd Van Hove veroordeeld voor een vluchtmisdrijf dat hij in januari 2016 gepleegd had. Op de Naamsesteenweg in Leuven had hij zonder licht na een avond uit een twaalfjarig kind aangereden. Het slachtoffer raakte lichtgewond. Hij kreeg door de Politierechtbank van Leuven drie maanden rijverbod opgelegd voor het vluchtmisdrijf en nog eens acht dagen extra voor diverse inbreuken. Hij kreeg ook een boete van 2.880 euro, deels met uitstel. In een interview in mei 2019 stelde Van Hove dat de persberichten over het ongeval onjuistheden en onwaarheden bevatten.  